# Клименко Світлана Валентинівна
Світла́на Валенти́нівна Климе́нко (12 жовтня 1937, Благодарне, РРФСР) — радянська та українська біологиня, головний науковий співробітник Національного ботанічного саду імені Миколи Гришка НАН України. Доктор біологічних наук (1993).

## Життєпис
Народилася у селі Благодарному (Ставропольський край). 1960 року закінчила Уманський сільськогосподарський інститут. Після закінчення вишу розпочала працювати в Національному ботанічному саду НАН України.
Світлана Клименко першою зробила монографічне узагальнення концептуальних положень про культуру кизилу в Україні та Європі, а також айви довгастої на півночі України, дослідила місцеві та природні популяції кизилу, їх поліморфізм та межі ареалів.
Авторка низки сортів айви («Дарунок онуку», «Студентка», «Академічна»), кизилу («Видубецький», «Світлячок», «Кораловий», «Євгенія», «Ніжний», «Екзотичний»), хеномелесу («Вітамінний», «Цитриновий»), шипшини, горобини, шефердії.

## Відзнаки та нагороди
- Лауреат премії імені В. Я. Юр'єва за цикл робіт «Теоретичні основи нових методів селекції та їх використання у плодівництві» (2000)
- Лауреат премії імені Л. П. Симиренка за цикл робіт «Створення високоінтенсивних насаджень яблунь на клонових підщепах, нових форм айви звичайної, кизилу та розробка технологій їх промислового вирощування» (1988)